# Ben Waters

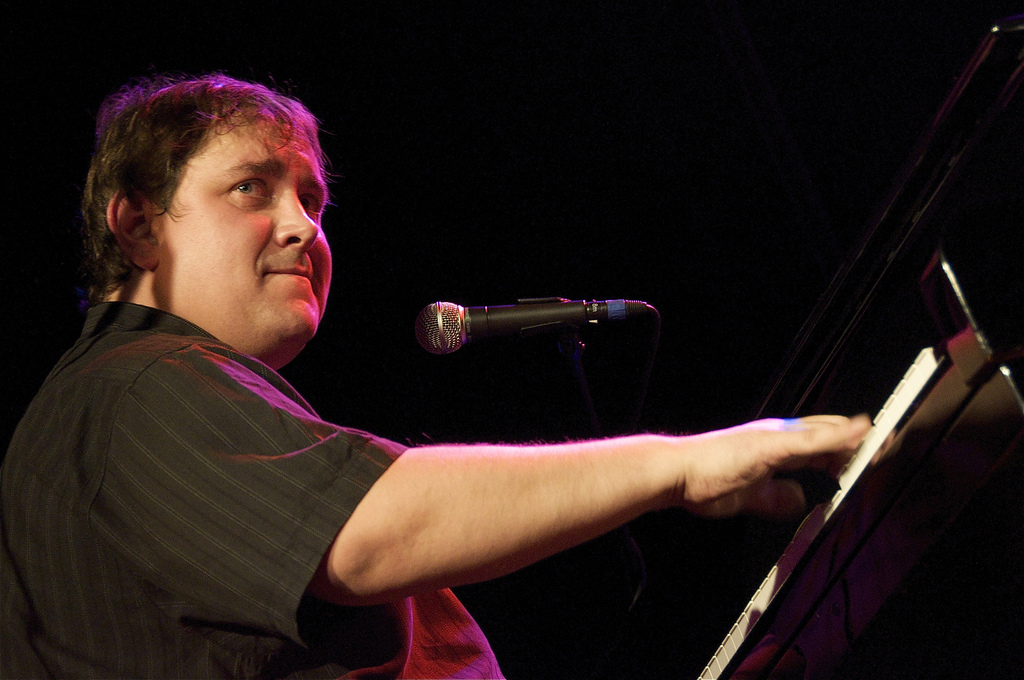
Ben Waters während eines Konzerts mit The ABC&D of Boogie Woogie in Herisau (2010)

Ben Waters (* 1976) ist ein britischer Boogie-, Blues- und Jazz-Pianist.

## Karriere
Ben Waters hat eine eigene Band, ein Trio bestehend aus Waters (Klavier, Gesang), Richard Hymas (E-Bass, Gesang) und Ady Milward (Schlagzeug, Gesang), zuweilen ergänzt um Saxophonisten, Blechbläser und andere Gastmusiker.
2009 gründete er mit dem Pianisten Axel Zwingenberger, Rolling-Stones-Schlagzeuger Charlie Watts und Kontrabassist Dave Green die Band The ABC&D of Boogie Woogie. Die vier Musiker gingen seitdem auf mehrere Tourneen in Europa.
2011 brachte Waters das Album Boogie 4 Stu – A Tribute to Ian Stewart heraus, mit dem er eines seiner Vorbilder, den Pianisten Ian Stewart, würdigte. An dem Album wirkten unter anderem Charlie Watts, Dave Green, Jools Holland, PJ Harvey, Bill Wyman, Ron Wood, Keith Richards und Mick Jagger mit. Das Stück Watching the river flow ist die erste Neuaufnahme seit Bill Wymans Austritt aus den Rolling Stones, in der er mit den Mitgliedern der Band zusammen zu hören ist.
Sein Sohn Tom Waters ist Saxophonist.

## Diskografie Als Leader
- 1994: Take It Home – mit Dave Hatfield
- 1995: High Pressure – mit John Waters, Pete Thomas, Bob Tinker, Smudge Smith, Chris Lonergan, Mark Brian, Julian Rout
- 1998: Is This Wembley? – The Ben Waters Band (Ben Waters, Chris Page, Chris Lonergan, Smudge Smith), mit Chas Dickie
- 2001: Going Nowhere Fast – mit Rock Bottom
- 2002: Shakin' in the Makin' – mit Jools Holland, Sam Kelly, Ady Milward, Chris Lonergan, Dave Swift, Derek Nash, Mark Smith, Colin John, Roger Bastable
- 2008: Hurricane – mit Richard Hymas, Ady Milward, Clive Ashley, Derek Nash, Chris Lonergan, Ed Deane
- 2011: Boogie 4 Stu: A Tribute to Ian Stewart – mit Charlie Watts, Jools Holland, Dave Green, PJ Harvey, Bill Wyman, Ron Wood, Keith Richards, Mick Jagger u. a.
- 2012: Live In Paris - Mit The ABC & D Of Boogie Woogie
- 2013: Live In London
- 2018: Live In Melbourne
- 2020: Back To Boogie